# Eurytoma serratulae
Eurytoma serratulae är en stekelart som först beskrevs av Fabricius 1798.  Eurytoma serratulae ingår i släktet Eurytoma och familjen kragglanssteklar. Arten är reproducerande i Sverige. Inga underarter finns listade i Catalogue of Life.